# Herb powiatu sierpeckiego
Herb powiatu sierpeckiego – jeden z symboli powiatu sierpeckiego, ustanowiony 26 czerwca 2000.

## Wygląd i symbolika
Herb przedstawia na tarczy  w polu czerwonym mazowieckiego Orła Białego, a na jego piersi czerwoną tarczę sercową ze złotym lwem wspiętym, zwróconym w prawo. Orzeł Biały symbolizuje przynależność powiatu i jego ziem do województwa mazowieckiego, natomiast złoty lew pochodzi z dawnego (wzór z 1960) herbu Sierpca.